# Naskapi
Naskapi (Nascapee, Nenenot).- /nascapee, od montagnais naziva u značenju, "People from Where It [The Land] Disappears". Prevodi se i kao 'rude' ili 'uncivilized'; Sami sebe danas nazivaju imenom Innu, =ljudi. U ranija vremena, prema Hodgeu, sebe su nazivali Nanénot (ponegdje Nenenot), =true real men./ Kolektivno ime za nomadske bande američkih Algonquian Indijanaca raspršenih po kanadskom poluotoku Labrador. Naskapi su srodni Montagnaisima, i često ih poistovjećuju zbog istog imena kojm sebe nazivaju, ali oni su ipak različiti, od Montagnaisa su nižeg rasta i svjetlije puti. Prema jednom autoru kojim je dijelom Micmac Indijanac Naskapi su se sastojali od sljedećih bandi (Evan T. Pritchard): 
- Attikiriniouetch
- Bersiamites (Bersimis), možda današnji Betsiamites.
- Chisedech (Chisedec),
- Mouchaouaouastiiriniouek (Mouchaouaouastiirinioek),
- Oukesestigouek (Ouchestigouetch), s Newfoundlanda i Quebeca.
- Oumamiouek (Oumamiwek, Ste. Marguerite),
- Ouneskapi,
- Outabitibec i
- Outakouamiouek.

Neki autori uz navedene uključuju u Naskapi bande i: Oupapinachiouek (Papinachois)
Suvremene bande:
- Kawawachikamach.

## Povijest
Prvi puta Naskapi se spominju oko 1643, kada ih isusovac André Richard naziva imenom  "Ounackkapiouek". Riječ Naskapi pojavljuje se prvi puta 1733., a opisuje se grupa od oko 40 obitelji na jezeru Achouanipi. Više-manje oni su ostali prilično neuznemiravani u svojoj izoliranosti. –Ipak 1920.-tih Naskapi bande podijelile su se na dvije skupine, jedna se smjestila na Davis Inlet, a druga kod postaje kompanije 'Hudson Bay' na rijeci Kaniapiskau. Ova druga grupa kasnije odlazi u Fort Chimo i 1956. u Schefferville, u susjedstvo Montagnaisa. Naskapi su ostali posljednja kanadska grupa Indijanaca koja je nastavila govoriti svojim jezikom.

## Etnografija
Kultura Naskapa je sub-arktička, oni su nomadski lovci i ribari čije se glavno stanište nalazilo na jezeru Indian House Lake. Njihov dom je golema labradorska visoravan pod travnjacima i tundrom gdje love karibua zbog mesa i kože za izradu wigwama i odjeće. Lov na karibua za njih ima najveći značaj. Prema Kaj Birket-Smithu, oni osjećaju svetu dužnost da se iskoristi svaki njegov dio, ali treba imati u vidu, da oruđe od karibuovih kostiju i rogova što su ih izrađivali Naskapi, svakako je uzrokovan geografski. Zahvalit se na ulovu može samo 'gospodarima životinja', to su duhovi gospodari lovišta, čija pravila treba slijediti, ako se želi imati uspjeha u lovu. Evu Lips su Naskapi uvjeravali kako ulov ribe ovisi o losovoj muhi (Tabanus affinis), ona ne dozvoljava da se izlova prevelike količine ribe, jer će ona onda isprazniti sve mreže i košare Indijanaca. 

Kanu od brezove kore ('birchbark canoe') koristi se ljeti, zimi su se Naskapi kretali pomoću krplji, a pseću zapregu posudili su od svojih neprijatelja Eskima. Prave plemenske organizacije nije bilo. Narod je bio organiziran po malenim bandama koje su hvatale divljač po svom lovačkom teritoriju, kod sjevernih bandi ovaj teritorij je bio daleko veći

## Vanjske poveznice
- Rooms in talks to buy historic caribou coat
- Montagnais History